# 喀什大学
喀什大學为中国新疆喀什市的一所公立高校。

## 校史
1962年，喀什师范专科学校成立。1978年8月，升格为本科院校，更名为喀什师范学院。2015年4月28日，更名为喀什大学。